# Kyander

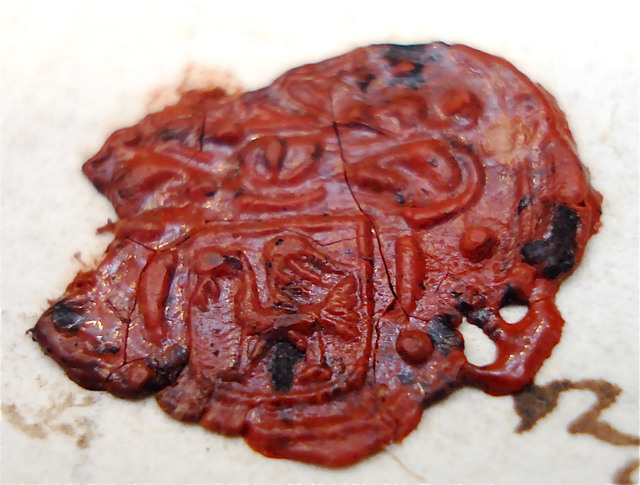
Johan Kyanders sigill

Kyander är en finländsk släkt av okänd härkomst, vars äldsta kända medlemmar vid 1600-talets början verkat som präster i östra Finland samt i Ingermanland (då i likhet med Finland en svensk provins, idag en del av Ryssland).
Namnets ursprung är okänt men är i likhet med många andra prästsläkters namn från samma tid baserat på grekiska och latin. En bokstavlig tolkning kan utgå från de latiniserade grekiska ordstammarna "cyan" och "andros", det vill säga "blå man". En mer konventionell förklaring till namnet utgår från ett ortnamn, som exempelvis Kiiala (Kijala) eller liknande, där släkten kan tänkas ha sitt ursprung. 
Den första dokumenterade medlemmen av släkten Kyander är Georgius (Göran) Andersson Kyander, som var gift med Agneta Olofsdotter Iivanainen. Genom henne kan släkten ledas tillbaka till släkten Teit och andra medeltida ätter som utgår från orten Pernå i landskapet Östra Nyland.

Georgius Kyander var den första kyrkoherden i Kristina församling bildad i anslutning till det av Per Brahe den yngre anlagda Braheslott. Georgius Kyander tryckte 1654 en begravningspredikan över Johan Bomgard på både svenska och finska, vilket gör den till den första kända biografiska texten publicerad på finska.  Hans son  Anders Göransson Kyander  var kyrkoherde i Rantasalmi och riksdagsman i Stockholm 1672. Anders Kyander har lämnat efter sig en relativt rik produktion av tryckta predikotexter samt tillfällesdikter på latin och svenska.  Släkten förblev fram till och med 1800-talet huvudsakligen verksam i Rantasalmi samt närbelägna orter i landskapen Savolax och Karelen och har där nära band till andra finlandssvenska herrskapssläkter.  Ett flertal rusthåll och herrgårdar i regionen har i olika perioder varit knutna till familjen - de viktigaste är Kolkonhovi/Kolkonpää, Strandgård, Putkisalo, Karvio och Papinniemi.
Namnet Kyander har i flera fall fennicerats under 1900-talet, vanligtvis Kiianmies, men även Kianne och Kiiamaa. Släkten har numera flera grenar i Sverige och även en viss spridning i USA.

## Medlemmar av släkten
- Kyrkoherden Georgius Andreae Kyander (död 1659)
- Prosten och riksdagsmannen Anders Kyander (död 1692)
- Karolinen och krigsfången Karl Göran Kyander (född 1686)
- Prosten och karolinen Johan Kyander (1687-1743)
- Fänriken och godsägaren Johan (Johansson) Kyander (1730-1820)
- Kaptenen och godsägaren Johan Adolf Kyander (1756-1809)
- Fänriken Karl Magnus Kyander (1765-1838)
- Ryttmästaren Karl Magnus (Nilsson) Kyander (1774-1840)
- Godsägaren och hovsekreteraren Johan Henrik Kyander (1764-1840)
- Översten i kejserliga ryska armén Karl Ernst Kyander (1800-1844)
- Godsägaren Henrik Gustaf Kyander (1811-1867)[9]
- Lantmätaren och godsägaren Samuel Henrik Kyander (1813-1896)
- Senatorn Henrik Waldemar Kyander (1850-1924)
- Lantdagsmannen Axel Kyander (1838-1920)
- Prosten och folkbildningsmannen Ernesti Kustaa Kyander (1852-1925.
- Entreprenören och chargé d'affaires Karl Lennart Kyander (1854-1915)
- Juristen och lantdagsmannen Ivar Alexander Kyander (1854-1934)
- Författaren Naëmi Päiviö (f. Kyander, 1879-1941)[10]
- Överstelöjtnanten Leo Kyander (1886-1949)
- Tonsättaren och orkesterledaren Elias Kiianmies (fram till 1934 Kyander, 1891-1959)
- Arkitekten Veikko Kyander (1885-1971)
- Skådespelaren Yrjö Kianne (eg. Yrjö Valtter Kyander, 1899-1961)[11]
- Arkitekten och arkitekturkritikern Kristiina Kyander (född 1952)
- Konstkritikern och museichefen Pontus Kyander (född 1959)[12]